# Pteris spinescens
Pteris spinescens är en kantbräkenväxtart som beskrevs av Presl. Pteris spinescens ingår i släktet Pteris och familjen Pteridaceae. Inga underarter finns listade.